# Mussolet centreamericà
El mussolet centreamericà (Glaucidium griseiceps) és una espècie d'ocell de la família dels estrígids (Strigidae). Habita el bosc perennifoli tropical des del sud-est de Mèxic i a través d'Amèrica Central fins a Panamà i zona limítrofa de Colòmbia, i al nord-oest de l'Equador. El seu estat de conservació es considera de risc mínim.